# Château des Vallaise
Pour le « Château Vallaise », voir Château inférieur d'Arnad.
Le château des Vallaise, dénommé également Ohtal, se situe à Perloz, dans la basse vallée du Lys en Vallée d'Aoste.

## Étymologie
Le nom en patois perlois Ohtal dérive du vieux français ostel et du latin hospitalis.

## Histoire
Les informations concernant ce château pendant le Moyen Âge sont très peu nombreuses.
Des interventions architecturales ont sans doute eu lieu entre la fin du XIVe et le début du XVe siècle.

## Architecture
C'est un édifice de quatre étages sont il ne reste que les murs périmétraux.

## Galerie

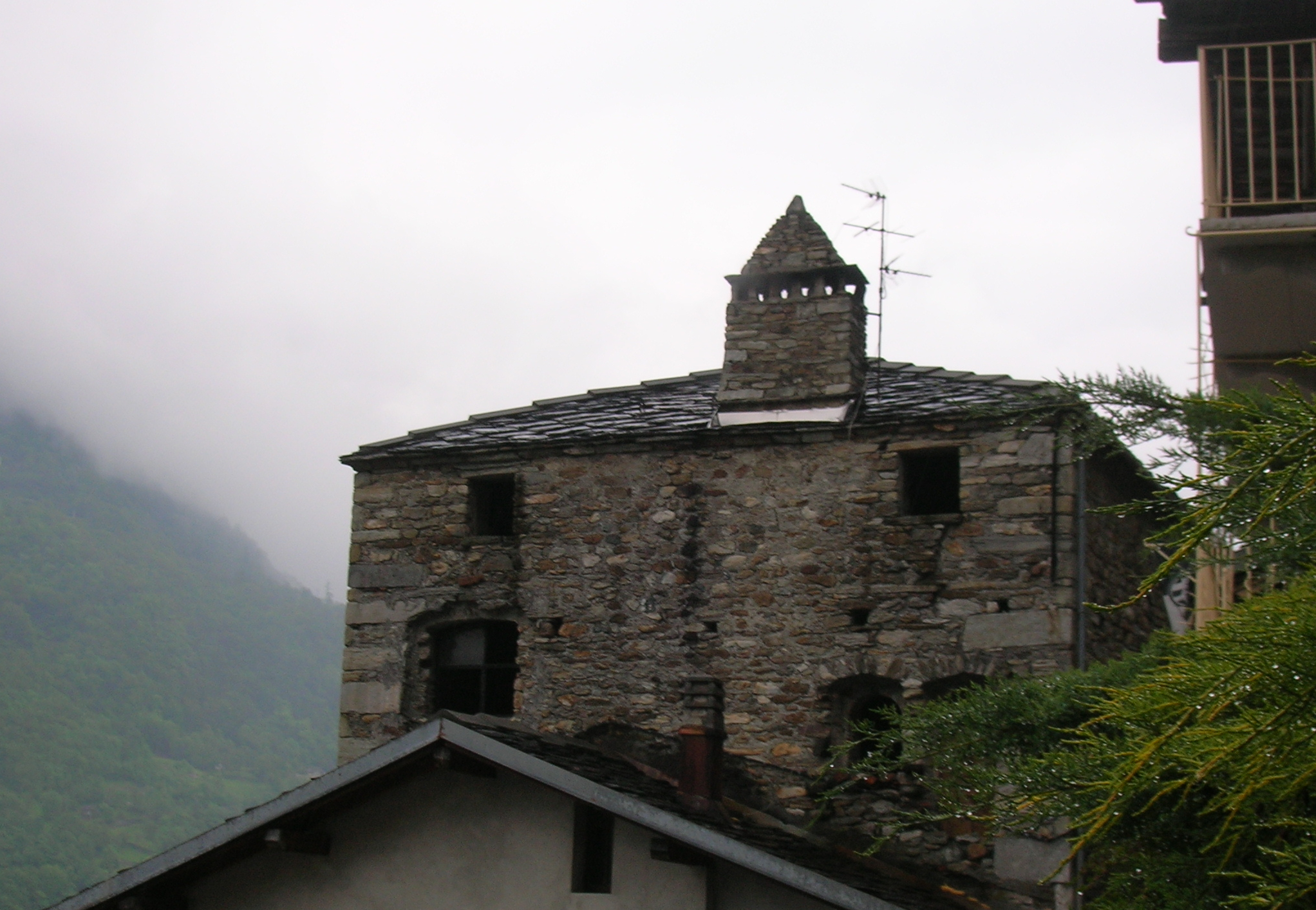
Le château.
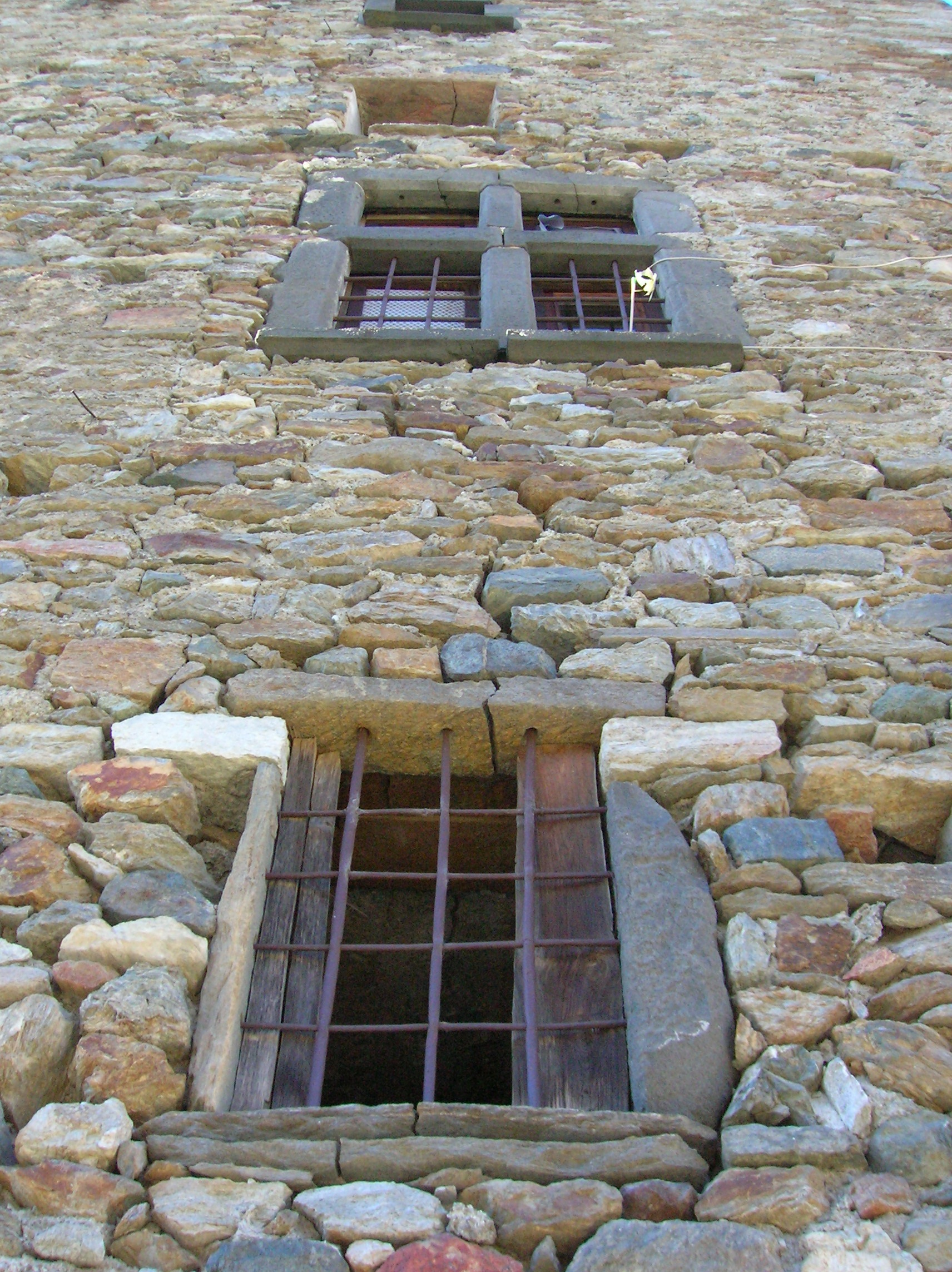
Détail de deux fenêtres.